# Belgrado Pedrini
Belgrado Pedrini (Carrara, 5 maggio 1913 – Carrara, 11 febbraio 1979) è stato un partigiano, anarchico, scrittore e poeta italiano.

## La vita
Il suo nome fu scelto dal padre scultore (il quale aveva l'opportunità di viaggiare molto per lavoro) in omaggio proprio alla città serba di Belgrado. Pedrini divenne orfano di madre già all'età di nove anni.
Il suo pensiero politico fu fortemente influenzato dalle letture giovanili di Nietzsche, Stirner, Bakunin, Kropotkin e Malatesta, che conobbe a Milano e con il quale strinse anche un legame di amicizia.

## L'attività partigiana
Insieme ad altri compagni anarchici di Carrara intraprese numerose azioni contro il regime fascista che gli causano denunce e condanne per propaganda clandestina. Dopo essere stato rinchiuso nel carcere di Pianosa tra il 1937 ed il 1938, ricomincia la sua attività sovversiva antifascista.  

## Dopo il fascismo: il carcere e la libertà
Dopo la Liberazione, Pedrini viene ancora una volta arrestato per i fatti accaduti nel 1942 a La Spezia. 
Nel maggio 1949 viene pertanto condannato all'ergastolo, pena poi commutata in trent'anni di reclusione. In carcere Pedrini si dedica allo studio dei classici, della letteratura e della filosofia. Da autodidatta compone poesie, tra cui la famosa Schiavi, scritta nel 1967 a Fossombrone: proprio questa poesia diventerà il testo della famosa canzone anarchica Il Galeone.
Nel luglio 1974, poco prima dello scadere della pena, Pedrini fu graziato dal Presidente della Repubblica ma, dovendo ancora scontare tre anni per tentata evasione, venne trasferito nel carcere di Pisa, e solo grazie ad una intensa campagna per la sua liberazione fu scarcerato.

### La militanza di Pedrini presso circolo "Bruno Filippi"
Belgrado Pedrini riprende immediatamente il lavoro politico con Giovanni Zava, Giovanni Mariga e Gogliardo Fiaschi partecipando alla fondazione di un circolo culturale anarchico che prenderà nome Bruno Filippi.Pedrini inaugura il circolo "Bruno Filippi":
Credo di potere interpretare il vostro pensiero affermando che anche voi considerate la ricostituzione del Circolo anarchico "Bruno Filippi" come un fatto positivo: un segno tangibile della volontà degli anarchici carrararesi di continuare, con forze sempre maggiori e agguerrite, l’identico cammino che Michail Bakunin ci ha indicato con lo scopo di arrivare, non appena possibile, alla liberazione dell’umanità da qualsiasi forma di schiavitù, di umiliazione e miseria voluta dagli Stati e dai loro simpatizzanti […] Rivolgo uno saluto fraterno ai lavoratori venuti a Carrara per celebrare con noi questo bel giorno in cui vediamo la bandiera anarchica volteggiare nell’aria e che rende omaggio all'immagine immortale di Bruno Filippi.
Viva il pensiero libertario! Viva l'anarchia!»
Presso il circolo "Bruno Filippi" Belgrado Pedrini si occupa della stesura di parecchi manifesti e volantini sia di agitazione che di analisi politica e dopo si occuperà nella ristesura dello scritto di Bruno Filippi L'Iconoclasta! e della pubblicazione del giornale anarchico «L'Amico del Popolo» che verrà pubblicato dopo la sua scomparsa.
Pedrini morì a Carrara l'11 febbraio 1979.